# 佐谷圭一
佐谷 圭一（さや けいいち、1938年6月22日 - ）は、日本の薬剤師、薬局経営者、第22代日本薬剤師会会長。薬局において薬歴を導入普及させた第一人者として知られる。

## 略歴
- 1938年6月22日、群馬県生まれ
- 1961年、明治薬科大学卒業後薬局に就職。
- 1963年、独立しアスカ薬局開設。
- 1974年、日本薬剤師会常務理事に就任する。
- 1984年から1988年には日本薬局協励会副会長を務める。
- 1988年～98年、日本薬剤師会常務理事。
- 1998年に第22代日本薬剤師会会長に就任し2002年まで務めた[1]。

## 薬歴管理の導入
現在では薬局業務に欠く事の出来ない薬歴を普及させた事で知られる。眼鏡店でクライアントカードを目にした事をきっかけに昭和38年の薬局開設時より薬歴カードを作り薬歴管理を行っていた。当時はまだ院外処方箋は皆無の時代であったため今後医療用医薬品を薬局でも取り扱う事を想定しOTC医薬品購入客に対して薬歴をつけていた。日本薬剤師会常務理事になると保険の要件に入れるためには一割以上の薬局で行わなければ難しいという事で薬歴を広める事に日本薬剤師会として取り組んだ。昭和50年ごろ薬歴管理についてまとめ全国の薬剤師会などで発表を行った事で徐々に普及が始まっていった。その後徐々に薬歴が全国の薬局に広まり始めた事もあり、昭和61年に調剤報酬改定でそれまで存在しなかった薬剤師の知的労働フィーである薬剤服用歴管理指導料導入という形で公に認められる事となった。

## 十文字革命
服薬指導をアシストするため、医薬品毎に禁忌や併用に関する情報を漢字一文字やカナ、英字で10文字で表示することで服薬指導に活用する方法を十文字革命として提唱している。薬局チェーンでもこの考え方を採用する企業もある。

## 著書
- かかりつけ薬局への道―薬歴管理と服薬管理　薬事日報社
- 若き薬剤師への道標　薬事日報社
- 十文字革命 電子薬歴への提言～佐谷圭一の「かかりつけ薬局」講座～　薬事日報社